# 多訥堡巴赫河
51°31′54″N 7°07′58″E / 51.531594°N 7.13281989°E
{[Image:Herne - Wilhelmstraße - Dorneburger Bach 02 ies.jpg|right|thumb]]
多訥堡巴赫河（德語：Dorneburger Bach），是德國的河流，位於該國西部，流經北萊茵-威斯特法倫州，屬於許勒巴赫河的右支流，河道全長9.2公里，流域面積14平方公里。